# تیکو مودیس
تیکو مودیس (انگلیسی: Teko Modise؛ زادهٔ ۲۲ دسامبر ۱۹۸۲) یک بازیکن فوتبال اهل آفریقای جنوبی است.
وی همچنین در تیم ملی فوتبال آفریقای جنوبی بازی کرده‌است.